# Еплијев маневар
Еплијев маневар или репозициони маневар једна је од метода која се користи у оториноларингологији и неурологији за лечење бенигне пароксизмалне позиционе вртоглавице (BPPV). Ова врста вртоглавице, која најчешће настаје нагло и силовито, након наглих покрета главе, јавља се у 30% случајева свих вртоглавица. Напад вртоглавице код BPPV, траје свега неколико секунди и изазван је наглим покретањем вестибуларних отолита (ушног „камења”), смештених у каналу унутрашњег ува.
Да би помогао пацијенту, лекар примењује Еплијев репозициони маневар, захват којим се залутали микрокристали избацују из полукружног ушног канала у који су запали, у друге области ува у којима такви проблеми не настају. Понекад се то може десити и спонтано, и тада вртоглавица такође спонтано нестају.

## Историја
Маневар који је први пут описан 1980. године, а као терапијску методу овај маневар је развио доктор Џон Епли, по коме је препозициони маневар и добио назив.

## Начин извођења
Еплијев маневар се изводи тако што се глава пацијента из средишњег положаја забаци што више уназад, потом се савије за 30 степени напред. У том положају очекује се да ће отоконије испасти из захваћеног канала. Након тога пацијент се враћа у седећи положај. Маневар може да изводи лекар и/или физиотерапеут амбулантно, или добро обучен пацијент код своје куће.